# Castell (heràldica)

Escut on, sobre camper d'atzur, apareix un castell d'or tancat de sable (En detall)

El castell és una figura heràldica molt utilitzada en les armories dels Països Catalans i de Castella consistent en una representació idealitzada d'un castell, generalment amb tres torres merletades, la del mig més alta, i maçonat (amb els maons vistos).
Cal no confondre'l amb la torre, la domus o casa aloera (que només té dues torres) o el palau (sense cap torre).
En origen simbolitzava la fortalesa de la virtut, la noblesa antiga i el poder feudal. En heràldica municipal sol fer referència al castell de la localitat.

## Atributs heràldics
- Aclarit. Vegeu, més avall, Tancat.
- Embanderolat, quan de la torre central penja una banderola.
- Finestrat, quan les finestres són d'un esmalt diferent del del castell i del camper.
- Maçonat, quan els intersticis de les pedres o carreus del castell són destacats amb un esmalt distint del de l'edifici. Per norma el maçonat és de sable; si no fos el cas, cal indicar-ho.
- Merletat, quan presenta merlets.
- Obert, quan a través de les obertures (porta i finestres) es veu el camper o l'esmalt de la peça sobre la qual carrega el castell.
- Tancat o aclarit, quan les obertures (porta i finestres) són d'un esmalt diferent del castell, del camper o de la peça sobre la qual estigués carregat. Una regla heràldica diu que un castell de metall sempre és tancat de color; així, el d'or acostuma a ser tancat de gules, i el d'argent, de sable, tot i que hi ha nombroses excepcions. I un de color, sempre és tancat de metall.

castell d'argent obert (En detall)
castell d'argent tancat de sable (En detall)
castell d'argent tancat de gules (En detall)
castell d'or obert embanderolat (En detall)
castell de sinople tancat d'argent (En detall)
castell de sable obert maçonat d'argent (En detall)
castell de sable tancat i maçonat d'argent (En detall)
castell de sable tancat de gules i maçonat d'argent (En detall)
castell partit d'argent i d'atzur obert (En detall)
castell partit ondat d'argent i de sinople obert (En detall)
castell obert escacat d'or i de sable (En detall)
castell obert faixat d'argent i de gules (En detall)

## Altres dissenys de castells

castell d'or tancat d'atzur (Castella)
castell d'or tancat de gules (Sarroca de Bellera, escut antic)
castell d'argent obert finestrat de sable (Châteauneuf-du-Faou)
castell d'argent obert finestrat de sable (Doesburg)
castell d'or tancat del mateix (Eivissa)
castell de gules sense maçonar, tancat de sable (Gibraltar)
castell de gules obert, portalat i rastellat d'or i finestrat de sable (Cracòvia)
castell d'or tancat de gules (Ayerbe)